# Paprotnia (powiat sochaczewski)
Paprotnia (Paprotnia Stara) – wieś w Polsce położona w województwie mazowieckim, w powiecie sochaczewskim, w gminie Teresin. Ma status sołectwa.
| SIMC    | Nazwa                 | Rodzaj    |
| ------- | --------------------- | --------- |
| 0738958 | Niepokalanów-Klasztor | część wsi |

Wieś szlachecka Paprotna położona była w drugiej połowie XVI wieku w powiecie sochaczewskim ziemi sochaczewskiej województwa rawskiego. W latach 1975–1998 miejscowość należała administracyjnie do województwa skierniewickiego.
W tej miejscowości znajduje się klasztor ojców franciszkanów oraz Sanktuarium Matki Bożej Niepokalanej i Świętego Maksymiliana Kolbe - zobacz Niepokalanów.
We wsi funkcjonują jednostki straży pożarnej OSP Paprotnia oraz OSP Niepokalanów specjalizujące się w ratownictwie drogowym będące częścią Krajowego systemu ratowniczo-gaśniczego.